# 基隆市中正區八斗國民小學
25°08′19″N 121°47′52″E / 25.138592°N 121.797645°E
基隆市中正區八斗國民小學（簡稱八斗國小）是位於基隆市中正區的國民小學，前身是日治時期建立的「基隆公學校八斗仔分校」，至今超過百年歷史，鄰近八斗子漁港、國立海洋科技博物館。由於二戰後有許多原住民移入基隆從事漁業，使得八斗國小超過1/4學生為原住民，並被列為原住民重點學校。

## 校史
日治時期基隆地區最早設立的學校是1896年成立的「基隆國語傳習所」，之後在1898年改制為「基隆公學校」。八斗國小最初約為1908年設立的「基隆公學校八斗仔分校」，在1921年4月1日改稱「基隆公學校八斗子分校」，約在1922年改為「基隆公學校八斗子分教場」。在1926年，隨基隆公學校改名而改為「基隆第一公學校八斗子分教場」。1928年4月1日，學校獨立並改稱為「基隆第三公學校」，是基隆市第三間獨立設置的公學校。由於基隆的公學校、小學校都是以第一、第二等序號定名，基隆市役所為了避免學生家長將校名作為學校優劣的依據，於是在1933年4月1日將校名改以地名為名，基隆第三公學校因此改稱「八斗子公學校」。1941年4月1日，學校改制為「八斗子國民學校」，此時的地址為臺北州基隆市八斗子字八斗子31番地。
二戰後，台灣移交給國民政府，而學校在1946年4月改制為基隆市「中正區第三國民學校」，在1951年9月改稱「八斗國民學校」。之後，因考量北部發電廠廢氣對學童的潛在影響，學校在1955年10月往南遷到今日的北寧路396巷52號，稱為「砂子園校址」。1968年8月1日，因九年國民教育實施而改稱「八斗國民小學」。

## 歷屆校長
基隆公學校八斗仔(子)分校、分教場教諭
- 杉浦重照：1909年~1911年
- 百瀨正戶：1912年~1913年
- 錦織喜與志：1914年
- 川口吉也：1915年
- 上野增太郎：1916年~1917年
- 古家政義：1918年~1919年
- 郡司次郎：1920年~1928年（原任錫口公學校代理教諭）

基隆第三公學校
- 郡司次郎：1928年
- 吉田道定：1929年（基隆市視學代理）
- 逆井信：1930年~1933年（原任淡水公學校訓導）

八斗子公學校、國民學校
- 逆井信：1933年~1941年
- 稻田稻治郎：1942年~1945年（原任臺北第二師範學校附屬國民學校訓導）

中正區第三國民學校
- 劉錫齡：1946年2月~1947年2月
- 邱金龍：1947年2月~1947年8月
- 林煌春：1947年8月~1949年2月
- 王寶福：1949年2月~1951年9月

八斗國民學校、國民小學
- 林斌榮：1951年9月~1956年9月
- 柯水源：1956年9月~1961年9月
- 朱可亭：1961年9月~1973年5月
- 程東茂：1973年5月~1978年2月
- 金文心：1978年2月~
- 江定山：~1996年2月
- 賴有通：1996年2月~2002年8月
- 胡英楗：2002年8月~2010年8月（原任東光國小校長，後任仁愛國小校長）
- 錢彩雲：2010年8月~2015年8月（原任西定國小校長）
- 施奈良：2015年8月~2018年1月（任內病逝，原成功國小校長）
- 姚浚振：2018年1月~2018年8月（教務主任代理）
- 羅世彬：2018年8月~（現任，原成功國小校長）